# Hyliota usambarae
Hyliota usambarae là một loài chim trong họ Hyliotidae.